# العلاقات البلغارية الليتوانية
العلاقات البلغارية الليتوانية هي العلاقات الثنائية التي تجمع بين بلغاريا وليتوانيا.

## مقارنة بين البلدين
هذه مقارنة عامة ومرجعية للدولتين:
| وجه المقارنة                                              | بلغاريا                                                                             | ليتوانيا                                                    |
| --------------------------------------------------------- | ----------------------------------------------------------------------------------- | ----------------------------------------------------------- |
| المساحة (كم2)                                             | 110.99 ألف                                                                          | 65.30 ألف                                                   |
| عدد السكان (نسمة)                                         | 7.08 مليون                                                                          | 2.79 مليون                                                  |
| الكثافة السكانية (ن./كم²)                                 | 63.79                                                                               | 42.73                                                       |
| العاصمة                                                   | صوفيا                                                                               | فيلنيوس، كاوناس                                             |
| اللغة الرسمية                                             | اللغة البلغارية                                                                     | اللغة الليتوانية                                            |
| العملة                                                    | ليف بلغاري                                                                          | ليتاس ليتواني، يورو                                         |
| الناتج المحلي الإجمالي (بليون دولار)                      | 56.83 مليار                                                                         | 47.17 مليار                                                 |
| الناتج المحلي الإجمالي (تعادل القوة الشرائية) بليون دولار | 130.99 مليار                                                                        | 84.06 مليار                                                 |
| الناتج المحلي الإجمالي الاسمي للفرد دولار أمريكي          | 8.03 ألف                                                                            | 14.15 ألف                                                   |
| الناتج المحلي الإجمالي للفرد دولار أمريكي                 | 17.21 ألف                                                                           | 27.69 ألف                                                   |
| مؤشر التنمية البشرية                                      | 0.782                                                                               | 0.839                                                       |
| رمز المكالمات الدولي                                      | +359                                                                                | +370                                                        |
| رمز الإنترنت                                              | .bg، .бг ‏                                                                           | .lt                                                         |
| المنطقة الزمنية                                           | ت ع م+02:00، ت ع م+03:00، أوروبا/صوفيا ‏، توقيت شرق أوروبا، توقيت شرق أوروبا الصيفي ‏ | ت ع م+02:00، ت ع م+03:00، أوروبا/فيلنيوس ‏، توقيت شرق أوروبا |

## مدن متوأمة
في ما يلي قائمة باتفاقيات التوأمة بين مدن بلغارية وليتوانية:
- ترتبط تريافنا مع بريناي باتفاقية توأمة.
- ترتبط بلدية غابروفو [الإنجليزية]‏ مع بانيفيزيس باتفاقية توأمة.
- ترتبط غابروفو مع بانيفيزيس باتفاقية توأمة منذ 14 مايو 2004.[18][18][19][19]

## منظمات دولية مشتركة
يشترك البلدان في عضوية مجموعة من المنظمات الدولية، منها:
| علم المنظمة | اسم المنظمة                               | تاريخ انضمام بلغاريا | تاريخ انضمام ليتوانيا |
| ----------- | ----------------------------------------- | -------------------- | --------------------- |
|             | حلف شمال الأطلسي                          | 29 مارس 2004         | 29 مارس 2004          |
|             | وكالة ضمان الاستثمار متعدد الأطراف        | 23 سبتمبر 1992       | 8 يونيو 1993          |
|             | منظمة الشرطة الجنائية الدولية             | ?                    | ?                     |
|             | مجموعة الموردين النوويين                  | ?                    | ?                     |
|             | منظمة حظر الأسلحة الكيميائية              | ?                    | ?                     |
|             | Strategic Airlift Capability ‏             | ?                    | ?                     |
|             | منظمة التجارة العالمية                    | 1 ديسمبر 1996        | ?                     |
|             | الأمم المتحدة                             | 14 ديسمبر 1955       | 17 سبتمبر 1991        |
|             | مركز تنسيق الحركة في أوروبا ‏              | ?                    | ?                     |
|             | المنظمة الأوروبية لسلامة الملاحة الجوية   | 1997                 | 2006                  |
|             | مؤسسة التمويل الدولية                     | 22 يوليو 1991        | 15 يناير 1993         |
|             | يونسكو                                    | 17 مايو 1956         | 7 أكتوبر 1991         |
|             | الاتحاد الأوروبي                          | 2007                 | 1 مايو 2004           |
|             | منظمة الأمن والتعاون في أوروبا            | 25 يونيو 1973        | 10 سبتمبر 1991        |
|             | الاتحاد الدولي للاتصالات                  | 18 سبتمبر 1880       | 1 يوليو 1923          |
|             | مجلس أوروبا                               | 7 مايو 1992          | ?                     |
|             | اتفاقية السماوات المفتوحة                 | ?                    | ?                     |
|             | البنك الدولي للإنشاء والتعمير             | 25 سبتمبر 1990       | 6 يوليو 1992          |
|             | المركز الدولي لتسوية المنازعات الاستشارية | 13 مايو 2001         | 5 أغسطس 1992          |
|             | الاتحاد البريدي العالمي                   | ?                    | ?                     |

## وصلات خارجية
- موقع وزارة الخارجية البلغارية
- موقع وزارة الخارجية الليتوانية